# Vlaamse verkiezingen 2009/Kandidatenlijsten/UF
Dit zijn de kandidatenlijsten van de Union des Francophones voor de Vlaamse verkiezingen van 2009. De partij dient enkel een kieslijst in voor de kieskring Vlaams-Brabant. De verkozenen staan vetgedrukt.

## Effectieven
1. Christian Van Eyken (FDF)
2. Magali Eylenbosch (PS)
3. Eléonore de Brouchoven de Bergeyck (cdH)
4. Sophie de Cannart-Van Hoobrouck (MR)
5. Roger Mertens (cdH)
6. Roberto Galluccio (PS)
7. Lora Nivesse (MR)
8. Corinne François (FDF)
9. Jean-Jacques Cornand (onafhankelijk)
10. Mohamed ben Salah Triki (PS)
11. Joëlle Junck (FDF)
12. Patrick Brocka (MR)
13. Anne-Marie Mestdag (PS)
14. Dorothee Cardon de Lichtbuer (cdH)
15. Georgios Karamanis (PS)
16. Michèle Delbono-Dandoy (MR)
17. Daphné Herinckx-t'Kint de Roodenbeke (cdH)
18. Arnold d'Oreye de Lantremange (FDF)
19. Damien Thiéry (FDF)
20. François van Hoobrouck d'Aspre (MR)

### Opvolgers
1. Chloé Debay (PS)
2. Guy Pardon (MR)
3. Véronique Caprasse (FDF)
4. Josianne Blanche (cdH)
5. Annick Bonvalet-Cornély (PS)
6. Simon Luamba Pambu (cdH)
7. Jean Dewit (FDF)
8. Lydie De Smet (MR)
9. Edgard Lemmens (onafhankelijk)
10. Anne Mikolajcsak-Sacré (cdH)
11. Dominique Houtart (MR)
12. Anne Deman-Coucke (MR)
13. Nicole Geerseau-Desmet (FDF)
14. Marco Schetgen (PS)
15. Eric Libert (FDF)
16. Olivier Joris (cdH)